# Herbert Mai

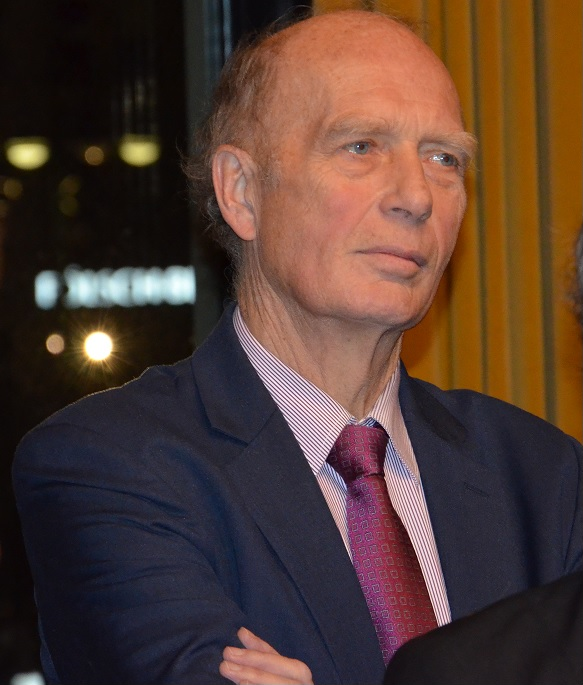
Herbert Mai, 2018

Herbert Mai (* 5. September 1947 in Dalheim-Rödgen) ist ein deutscher ehemaliger Gewerkschaftsfunktionär und Verwaltungsfachmann. Er war von 1995 bis 2000 Vorsitzender der Gewerkschaft Öffentliche Dienste, Transport und Verkehr (ÖTV) heute ver.di. Mai war von April 2001 bis September 2012 als Arbeitsdirektor Mitglied des Vorstands der Fraport AG.

## Leben
Mai absolvierte nach dem Realschulabschluss im Jahr 1964 in Mönchengladbach bis 1966 ein Verwaltungspraktikum beim Land Nordrhein-Westfalen. Bereits 1964 trat er in die ÖTV ein und übernahm gewerkschaftliche Funktionen, unter anderem im ÖTV-Kreisjugendausschuss Düsseldorf und wurde 1966 in den ÖTV-Bundesjugendausschuss gewählt. Er war Jugendvertreter und betrieblicher Vertrauensmann. 1965 wurde er SPD-Mitglied. 1969 schloss er die Ausbildung für den gehobenen Verwaltungsdienst ab und arbeitete als Regierungsinspektor in der Bezirksregierung Düsseldorf.
Im Oktober 1971 wurde er hauptamtlicher Gewerkschafter und war zunächst in der ÖTV Hessen als Bezirksjugendsekretär tätig. Nebenberuflich besuchte er die Fachhochschule für Sozialarbeit in Frankfurt am Main. Die ÖTV Hessen wählte ihn 1980 zum stellvertretenden Bezirksvorsitzenden und 1982 zum Vorsitzenden. Dieses Amt hatte er bis 1995 inne. 1995 wurde er als Nachfolger von Monika Wulf-Mathies zum Vorsitzenden der ÖTV gewählt und 1996 im Amt bestätigt. 1996 wurde er auch Präsident des Europäischen Gewerkschaftsverbands für den Öffentlichen Dienst (EGÖD) und Präsident der Internationale der Öffentlichen Dienste (IÖD).
Mai galt als Reformer und Modernisierer, der pragmatisch handelte. Ihm gelang es, die gewerkschaftlichen Gremien zu verkleinern und die Zahl der hauptamtlichen Gewerkschaftsbeschäftigten sozialverträglich zu verkleinern.
Die Tarifverhandlungen des Jahres 2000 für den Öffentlichen Dienst schwächten seine Stellung, nachdem Mai nach der Schlichtung für die Annahme des Schlichterspruchs geworben hatte, die Große Tarifkommission die Vorlage jedoch ablehnte und die ÖTV-Mitglieder in der Urabstimmung für Streik stimmten. Mai nahm neue Verhandlungen auf.
Mai galt als Kandidat für den Vorsitz der 2001 gegründeten Vereinten Dienstleistungsgewerkschaft (ver.di), in der sich die ÖTV und vier weitere Gewerkschaften zusammenschlossen. Beim ÖTV-Gewerkschaftstag im November 2000 in Leipzig trat Mai nach einer Abstimmungsniederlage über die ver.di-Gründung als ÖTV-Vorsitzender zurück.
Seine Nachfolge trat Frank Bsirske an, der 2001 ver.di-Vorsitzender wurde.
Mai wechselte in die Wirtschaft und war von Mai 2001 bis September 2012 als Mitglied des Vorstands Arbeitsdirektor der Fraport AG. Er war in dieser Zeit Vorsitzender der Fachgruppe Flughäfen der Vereinigung der kommunalen Arbeitgeberverbände (VKA) und Mitglied des VKA-Präsidiums.
In den Tarifauseinandersetzungen zwischen Fraport und der Gewerkschaft der Flugsicherung (GdF) im Februar 2012 vertrat er für die Arbeitgeberseite die Position, dass kleinere Spartengewerkschaften die Grundlagen des Tariffriedens in einem Großbetrieb angreifen können. Er forderte zudem eine Gesetzesänderung, die nur noch einen Tarifvertrag pro Betrieb vorsieht und damit die Möglichkeiten kleinerer Gewerkschaften stark einschränkt, als eigenständige Tarifpartner aufzutreten.
Herbert Mai ist seit 2007 Mitglied im Präsidium des Internationalen Bunds (IB), einem freien Träger der Jugend-, Sozial- und Bildungsarbeit.